# Streptomicin 3"-adenililtransferaza
Streptomicin 3"-adenililtransferaza (EC 2.7.7.47, streptomicin adenilatna sintetaza, streptomicinska adeniltransferaza, streptomicinska adenililaza, streptomicinska adenililtransferaza, streptomicin-spektinomicin adenililtransferaza, AAD (3), aminoglikozidna 3-adenililtransferaza) je enzim sa sistematskim imenom ATP:streptomicin 3-adenililtransferaza. Ovaj enzim katalizuje sledeću hemijsku reakciju
ATP + streptomicin {\displaystyle \rightleftharpoons } difosfat + 3-adenililstreptomicin
Ovaj enzim takođe deluje na spektinomicin.

## Literatura
- Nicholas C. Price; Lewis Stevens (1999). Fundamentals of Enzymology: The Cell and Molecular Biology of Catalytic Proteins (Third изд.). USA: Oxford University Press. ISBN 019850229X.
- Eric J. Toone (2006). Advances in Enzymology and Related Areas of Molecular Biology, Protein Evolution (Volume 75 изд.). Wiley-Interscience. ISBN 0471205036.
- Branden C; Tooze J. Introduction to Protein Structure. New York, NY: Garland Publishing. ISBN 0-8153-2305-0.
- Irwin H. Segel. Enzyme Kinetics: Behavior and Analysis of Rapid Equilibrium and Steady-State Enzyme Systems (Book 44 изд.). Wiley Classics Library. ISBN 0471303097.

## Spoljašnje veze
- -adenylyltransferase Streptomycin+3-adenylyltransferase на 